# 徳田駅 (石川県)
徳田駅（とくだえき）は、石川県七尾市下町にある、西日本旅客鉄道（JR西日本）七尾線の駅である。

## 概要
七尾市の南部に位置している。高等学校や特別支援学校など教育施設が立地しており、通学利用が多い駅である。

## 歴史
- 1898年（明治31年）4月24日：七尾鉄道 津幡仮停車場（現在の本津幡駅の前身） - 七尾駅 - 矢田新駅（後の七尾港駅）間開通と同時に駅開設（一般駅）[1][2][3]。
- 1907年（明治40年）7月1日：七尾鉄道が鉄道国有法により国有化[2]。帝国鉄道庁（国鉄）の駅となる。
- 1909年（明治42年）10月12日：線路名称制定。七尾線の所属となる[2]。
- 1942年（昭和17年）5月：駅付近での七尾航空機（株）の工場設立に伴い、通勤者への利便向上のため駅舎建て替え（2代目）[要出典]。
- 1958年（昭和33年）10月24日：天皇・皇后の行幸を迎える[要出典]。
- 1971年（昭和46年）11月15日：貨物取扱を廃止、旅客駅になる[4]。
- 1972年（昭和47年）3月15日：荷物扱い廃止[5]。無人駅化[6]。
- 1987年（昭和62年）4月1日：国鉄分割民営化に伴い、西日本旅客鉄道（JR西日本）の駅となる[4]。
- 1998年（平成10年）
  - 3月10日：自動券売機を設置[要出典]。
  - 4月5日：現駅舎竣工（3代目）[要出典]。
- 2021年（令和3年）3月13日：ICカード「ICOCA」の利用が可能となる[7][8][9]。

## 駅構造
相対式ホーム2面2線で交換設備を有する地上駅で、七尾鉄道部管理の無人駅。自動券売機が設置されている。ICOCAなどの交通系ICカードが利用可能となっており、当駅にはIC専用の簡易改札機が設置されている。
駅舎側（東側）が上りホーム、反対側（西側）が下りホームで跨線橋で連絡している。下りホーム側には待合室と簡易出入口がある。
「ふれあいギャラリー」との合築駅舎であり、七尾特別支援学校の生徒が作成したポスターが常設展示されている。

### のりば
| のりば | 路線    | 方向 | 行先           |
| ------ | ------- | ---- | -------------- |
| 駅舎側 | ■七尾線 | 上り | 津幡・金沢方面 |
| 反対側 | ■七尾線 | 下り | 七尾方面       |

- 案内上ののりば番号は設定されていない（のりば番号標はなく、駅掲示時刻表にも番号の記載はない）。
- 駅舎側線路は一線スルーになっており[10]、通過列車は七尾方面、金沢方面の区別なく上り線を通過する[1]。ただし、一般的な一線スルーとは異なり、上りと下りの本線は現在も分けられている。

## 駅周辺

### 東口
- 徳田駅前簡易郵便局
- 七尾コロサスキー場
- 久志伊奈太伎比咩神社
- 院内勅使塚古墳
- 国道159号
- 石川県道131号徳田停車場線
- 石川県道249号池崎徳田線

### 西口
- 石川県立七尾東雲高等学校[1][3]
- 石川県立七尾特別支援学校
- 七尾市立朝日小学校

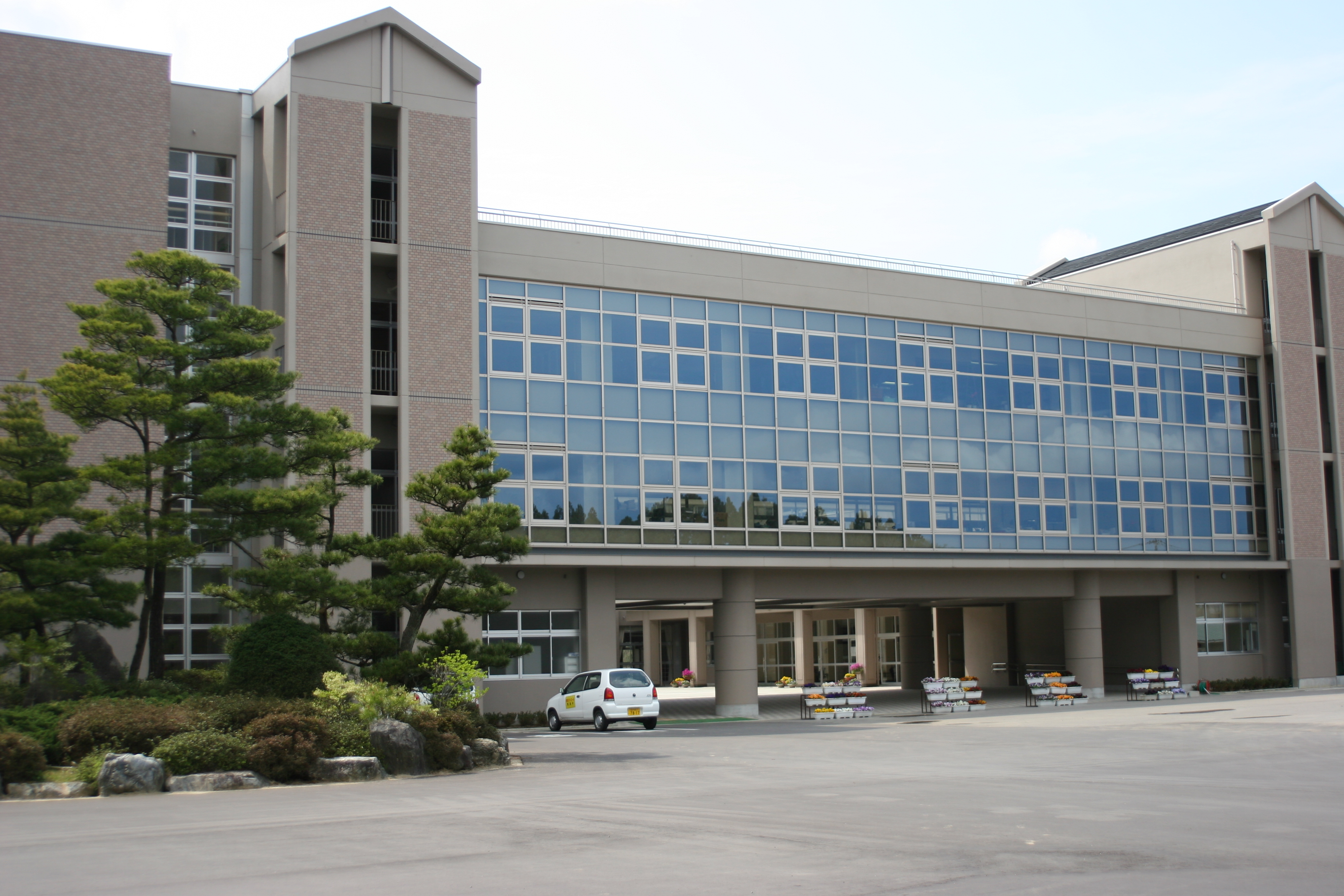
七尾東雲高校

## 隣の駅
西日本旅客鉄道（JR西日本）
■七尾線
能登二宮駅 - 徳田駅 - 七尾駅